# Abdel Hakim Belhadj
Abdel Hakim Belhadj (em árabe: عبد الحكيم بالحاج , também conhecido como: Abu Abdallah Assadaq ou Abu Abdullah al-Sadiq ou Abdul Hakim Khuaelide), nasceu em 1º de maio de 1966, em Trípoli, no Distrito de Souq al-Jumaa, foi um político e militar da Líbia. Em agosto de 2011, foi nomeado como chefe do Conselho Militar de Trípoli após a tomada do Palácio Presidencial durante a tomada da capital pelas forças rebeldes.

## Biografia
Em 1988, após se formar como engenheiro civil na Universidade al-Fateh em Trípoli, foi lutar no Afeganistão contra o regime afegão apoiado pela União Soviética.
Em 1990, foi um dos fundadores do Grupo de Combate Islâmico Líbio (GCIL).
Em 1992, deixou o Afeganistão após a tomada de Cabul e passou a residir em diferentes países como a Turquia e o Sudão.
Em 1996, foi nomeado como o dirigente máximo do GCIL, numa época em que o grupo travou intensos combates contra o regime líbio nas Montanhas Verdes (uma região montanhosa no nordeste da Líbia).
Em 6 de março de 2004, estava em Kuala Lumpur (capital da Malásia), e embarcou em uma viagem aérea para Londres, juntamente com sua esposa Fátima Bouchar que estava grávida há vinte semanas do primeiro filho do casal, onde pretendiam obter asilo político. Mas foram presos por agentes da CIA, que receberam informações do Serviço Secreto Britânico, quando o avião fazia uma escala no Aeroporto de Bangkok (capital da Tailândia), onde foram colocado em uma prisão secreta da CIA, na qual Belhadj foi supostamente submetido a um interrogatório mediante torturas por dois dias e, na noite do dia 8 de março, fizeram uma viagem de 17 horas até o aeroporto de Misurata, com uma escala para reabastecimento em Diego Garcia (mais especificamente em uma base militar norte-americana que fica em uma ilha pertencente ao Reino Unido no Oceano Índico). Após o desembarque foram levados a uma prisão em Tajoura (um distrito no leste de Tripoli), de onde Fátima foi libertada pouco antes do parto.
Em março de 2010, Belhadj foi libertado da Prisão de Abu Salim, junto com outros 214 militantes fundamentalistas, como resultado de um processo de desradicalização de extremistas islâmicos, semelhante àqueles que estavam sendo feito no Egito e em Londres, dirigido por Saif al-Islam, encorajado pelo governo britânico e auxiliado pelo Xeique Ali al-Sallabi (líder da Irmandade Muçulmana na Líbia), que durou mais de dois anos. Esse processo resultou na elaboração de um documento teológico com 417 páginas denominado "Estudos corretivas no entendimento da Jihad, aplicando a moralidade e o julgamento de pessoas", publicado em setembro de 2009, no qual diversos integrantes do GCIL se retrataram, anunciaram sua ruptura com a Al-Qaeda e declararam que bombardeios indiscriminados e ataques contra civis não estavam de acordo com os seus objetivos. Tal documento possibilitou a libertação mais de 300 integrantes do GCIL, incluindo Abdel-Hakim Belhadj, da prisão de Abu Salim, durante o ano de 2010. Na época, Saif declarou que aqueles homens que tinham sido libertados pois já não eram um perigo para a sociedade.
Durante a Guerra Civil Líbia, esteve em Misurata no dia 18 de fevereiro, de onde partiu, para no dia seguinte chegar em Zauia e Sábrata para orientar os rebeldes, depois passou a se esconder em diversos lugares em Tripoli, até que em abril conseguiu viajar de barco até a Tunísia, de onde partiu para Bengazi para ajudar a organizar a Brigada 17 de Fevereiro. Em 14 de julho, passou a organizar o transporte de armas e munições para os rebeldes que atuavam nas Montanhas Nafusa, de onde partiu o principal contingente de lutadores que atuaram Tomada de Trípoli, onde, após liderar a tomada do Palácio Presidencial, foi nomeado como chefe do Conselho Militar de Trípoli, no final de agosto de 2011.
Em 7 de novembro de 2011, ingressou com uma ação judicial contra o governo britânico, responsabilizando inclusive o ex-Ministro das Relações Exteriores Jack Straw, por cumplicidade na entrega dele e de sua esposa, Fátima Bouchar, para o regime líbio em 2004. Em abril de 2012, foi divulgado que o governo britânico estaria oferecendo à Belhadj mais de 1 milhão de libras esterlinas como forma de compensação pela sua entrega à Líbia de Gaddafi, mas exigia em troca o arquivamento do caso.
Seus críticos diziam que ele era apoiado pelo Catar e que enviava armas, dinheiros e combatentes para apoiar os rebeldes na Síria, apesar de afirmar que esteve em Istambul (capital da Turquia) apenas apoiar os feridos de guerra em tratamento.
Em 14 de maio de 2012, renunciou ao seu posto como chefe do Conselho Militar de Trípoli para participar das eleições parlamentares daquele ano, como líder do Partido Al-Watan (A Nação). Segundo Herridge, ele é um dos líderes do EIIL na Líbia.